# Werner Breitsprecher
Werner Breitsprecher (* 13. Oktober 1932 in Völschow, Kreis Demmin; † 22. November 2007 in Neubrandenburg) war ein deutscher Politiker (SED), der unter anderem zwischen 1980 und 1983 2. Sekretär der SED-Bezirksleitung im Bezirk Neubrandenburg war.

## Leben
Werner Breitsprecher, Sohn eines Arbeiters, war nach dem Besuch der Volksschule von 1947 bis 1948 als Landarbeiter tätig und absolvierte anschließend zwischen 1948 und 1952 eine Berufsausbildung zum Landmaschinen- und Traktorenschlosser. 1952 wurde er Mitglied der Sozialistischen Einheitspartei Deutschlands (SED) und war daraufhin von 1952 bis 1953 Leiter einer Abteilung der Kreisleitung der Freien Deutschen Jugend (FDJ) im Kreis Demmin sowie daraufhin 1953 2. Sekretär der FDJ-Kreisleitung im Kreis Altentreptow, ehe er zwischen 1954 und 1955 1. Sekretär der FDJ-Kreisleitung im Kreis Demmin war. Nachdem er von 1955 bis 1956 einen Lehrgang an der SED-Bezirksparteischule (BPS) „Kurt Bürger“ der SED-Bezirksleitung Neubrandenburg in Burg Stargard besucht hatte, war er zwischen 1956 und 1960 zunächst 2. Sekretär und Leiter der Abteilung Organisation der FDJ-Bezirksleitung im Bezirk Neubrandenburg und zugleich von 1959 bis 1963 Mitglied der Zentralen Revisionskommission (ZRK) der FDJ. 
1961 wurde er 1. Sekretär der FDJ-Bezirksleitung im Bezirk Neubrandenburg und bekleidete diese Funktion bis 1965, woraufhin Horst Rusch seine Nachfolge antrat. Er war zudem zwischen 1963 und 1967 Mitglied des Zentralrates der FDJ und begann 1963 ein Fernstudium an der Fachschule für Landwirtschaft in Groß Nemerow, das er 1965 als staatlich geprüfter Landwirt abschloss. Er absolvierte im Anschluss zwischen 1965 und 1968 ein Studium der Parteihochschule der KPdSU in Moskau, welches er als Diplom-Gesellschaftswissenschaftler beendete. Nach seiner Rückkehr fungierte er von 1968 bis 1976 als 1. Sekretär der SED-Kreisleitung im Kreis Demmin. Danach war er von 1976 bis 1980 Sekretär für Agitation und Propaganda sowie daraufhin als Nachfolger von Gerhard Müller zwischen Juni 1980 und seiner Ablösung durch Hans Joachim Lüdeke 1983 2. Sekretär der SED-Bezirksleitung im Bezirk Neubrandenburg.
Nach Beendigung dieser Funktion war er noch von 1983 bis zu seiner Invalidisierung 1989 Lehrer an der SED-Bezirksparteischule „Kurt Bürger“ in Burg Stargard.

## Weblink
- Mario Niemann: Breitsprecher, Werner. In: Wer war wer in der DDR? 5. Ausgabe. Ch. Links, Berlin 2010, ISBN 978-3-86153-561-4.